# Lubomír Černík
Lubomír Černík (9. října 1924 Brno – 3. října 1978 Brno) byl český divadelní a filmový herec, zpěvák, dramaturg, dramatik a spisovatel, zakládající a dlouholetý člen Satirického divadla Večerní Brno.

## Život

### Mládí a raná angažmá
Narodil se v Brně do rodiny hudebního skladatele a muzikologa Josefa Černíka, vystudoval brněnské reálné gymnázium. Během druhé světové války byl, stejně jako většina občanů Protektorátu Čechy a Morava narozených roku 1924, tzv. totálně nasazen ve zbrojním průmyslu v nacistickém Německu. Vystudoval činoherní herectví na Divadelní fakultě Janáčkovy akademie múzických umění v Brně, během studií založil spolu s Vladimírem Sísem a hudebním skladatelem Sašou Reznikovem divadelní soubor Směr. Po absolutoriu roku 1951 a krátkých angažmá v Horáckém divadle v Jihlavě a Těšínském divadle v Českém Těšíně se přesunul zpět do Brna, kde byl angažován v Divadle Julia Fučíka.

### Večerní Brno
Roku 1959 se pak Černík spolu s dalšími herci z Divadla Julia Fučíka a souboru Směr spoluzaložil varietní a satirické divadlo Večerní Brno. Jednalo se o jediné satirické divadlo v republice. V počátečním tomto období stavělo repertoár především na improvizovaných estrádních večerech. Soubor působil v divadle Radost, Juranově domě a domě Jakub, kde později našlo sídlo Divadlo Bolka Polívky. Spolu s Černíkem, se zde objevili např. Olga Zezulová, Ladislav Suchánek, Ladislav Štancl, Eva Pilarová, Miroslav Horníček nebo Waldemar Matuška. Svou náplní a formou tak tvořilo jistou protiváhu tvorby pražského divadla Semafor, založeného roku 1958. Černík zde byl angažován nejprve jako herec, posléze také jako herec, autor skečů, písňových textů či jako konferenciér. V 60. letech se stal jednou z vůdčích hereckých osobností souboru, např. díky svým výkonům v inscenacích Hamlet IV. aneb Cirkus Elsinor. podle textu Vladimíra Fuxe či Král-Vávra (1964) Milana Uhdeho.
V letech 1970 až 1973 pracoval jako dramaturg kabaretu Netopýr (pozdější klub Fléda), krátce vedl brněnské divadlo Múza, pracoval také jako dramaturg a herec pro Československý rozhlas Brno a Československou televizi Brno. Působil rovněž jako konferenciér tanečního orchestru Gustava Broma. Při jedné jeho zdravotní indispozici ho na zájezdu kapely zastoupil Jaroslav Válek, což byl v podstatě první počin ke vzniku postavy „Smutného muže“. Během své kariéry se objevil v několika, spíše menších, filmových a televizních rolích, z nichž mezi nejznámější patří snímky Den pro mou lásku a Deváté srdce, kam si jej osobně vyžádal režisér Juraj Herz. Poslední zmíněný film byl Černíkovým posledním, na kterém se podílel.
Jeho uměleckou práci postupně narušovaly sílící problémy s alkoholismem, se kterými se potýkal již od mládí. To si vyžádalo Černíkovu hospitalizaci v protialkoholní léčebně a dlouhodobě poškozovalo jeho organismus. Tématu alkoholismu se věnoval v autorském románu Chobotnice.

### Úmrtí
Lubomír Černík zemřel 3. října 1978 v Brně, nedlouho před svými 54. narozeninami. Pohřben byl na Královopolském hřbitově v Brně.